# Rohrdorf (Svizzera)
Rohrdorf (toponimo tedesco) è stato un comune svizzero del Canton Argovia, nel distretto di Baden.

## Storia
Il comune di Rohrdorf fu istituito nel 1805 con la fusione dei comuni soppressi di Busslingen, Niederrohrdorf, Oberrohrdorf, Remetschwil e Staretschwil e disciolto nel 1854 con il ripristino dei comuni di Niederrohrdorf, Oberrohrdorf e Remetschwil (Busslingen rimase aggregato a Remetschwil, Staretschwil a Oberrohrdorf).

## Geografia antropica

### Frazioni
- Busslingen[2]
- Niederrohrdorf[3]
  - Holzrüti
  - Vogelrüti
- Oberrohrdorf[4]
- Remetschwil[2]
  - Sennhof
- Staretschwil[5]